# Mount Baldy Zen Center
Le Mount Baldy Zen Center (acronyme : MBZC, littéralement : Centre zen du mont Baldy) est un monastère de l'école rinzai zen de la secte Nyorai-nyokyo, situé dans les monts San Gabriel, dans la forêt nationale d'Angeles.

## Histoire
Le monastère, qui s'étend sur 4,5 acres (18 200 m2), est fondé en 1971 par le Japonais Kyozan Joshu Sasaki (en).
Le monastère — autrefois un camp de boy scouts — est devenu connu, voire célèbre, quand le musicien et poète canadien Leonard Cohen a rejoint la communauté en 1994. Il a aussi été le lieu de résidence de Sasaki (en).